# Девід Бореаназ
Девід Пол Бореаназ (англ. David Paul Boreanaz; нар. 16 травня 1969, Баффало, Нью-Йорк) — американський актор, телевізійний продюсер, режисер, найбільш відомий своєю роллю Енджела у серіалі «Баффі — переможниця вампірів» і «Енджел» та Сілі Бута у кримінально-комедійному серіалі «Кістки».

## Раннє життя
Девід Бореаназ народився 16 травня 1969 року у Баффало, Нью-Йорк і виростав у Філадельфії, Пенсільванія, де його батько Дейв Робертс був ведучим прогнозу погоди на 6 Каналі, власником якого була компанія ABC, а мати, Патті Бореаназ, була туристичною агенткою. У нього італійське коріння зі сторони батька (прізвище Бореаназ має північноіталійске коріння). Його мати наполовину словачка і наполовину ірландка, німкеня, француженка та швейцарка.
Бореаназ спочатку відвідував Роземонтську школу Святої Дитини (Rosemont School of the Holy Child), а пізніше середню школу Малверна (Malvern Preparatory School), Пенсільванія, і вчився в Ітацькому коледжі (Ithaca College) в Ітаці, Нью-Йорк. Після випуску Бореаназ поїхав в Голлівуд, Каліфорнія, щоб розпочати свою акторську кар'єру.

## Кар'єра
Перша оплачувану акторську роботу Бореаназ отримав у 1993 року у серіалі «Одружені … та з дітьми», де він грав хлопця-байкера Келлі Банді, якого пізніше побив Ел, її батько. Бореаназа було обрано грати у телесеріалі «Баффі — переможниця вампірів» після того, як один з сусідів Бореаназа побачив, як він вигулює собаку і запропонував Марті Ноксону дати Бореаназу роль. У цьому культовому серіалі Бореаназ грав загадкового Енджела — вампіра, якого прокляли душею за його минулі гріхи. Шоу було надзвичайно популярним, особливо персонаж Бореаназа. Саме тому творці Баффі створили новий серіал, який повністю концентрувався на розвитку персонажа Бореаназа. У цьому телесеріалі вся увага приділялась Енджелу та його спробі спокутувати свої гріхи, які він вчинив ще перед тим, як йому віддали назад його душу. Він грав у «Баффі — переможниця вампірів» із 1997 до 1999, після чого розпочав роботу над «Ангелом», який тривав до 2004, появляючись після того ще декілька разів у «Баффі — переможниця вампірів».
У 2001 році Бореаназ зіграв свою єдину роль у високобюджетному фільмі «Валентин», разом із Деніс Річчардс та Кетрін Гейґл. У 2002 році Бореаназ грав другорядну роль у телефільмі каналу Lifetime «Я з Люсі» («I'm with Lucy»). У 2003 Бореаназ зіграв камео у кліпі Dido на пісні «White Flag» і озвучив Леона Сквола Леонхарта в відео грі «Kingdom Hearts», але не продовжив цю роль у продовженні серії.
У 2005 Бореаназ розпочав роботу у серіалі «Кістки» разом із Емілі Дешанель, з якою згодом став також і продюсером даного шоу. Також він грав у «Ці дівчата» («These Girls»), канадійському фільмі, де він грав байкера; фільм показували лише у вибраних кінотеатрах у Канаді в березні 2006, прем'єра відбулася як і на Торонтському Фестивалі Фільму, так і на Ванкуверському Міжнародному Фестивалі Фільму. Він також грав ролі у таких незалежних фільмах як «Містер Фікс Іт» (2006) і «Страждаючи від людської благодійності» (на DVD фільм вийшов під назвою «Письменник-Привид»), а також у «Ворон: Молитва грішника», де разом із ним працювала Тара Рід. У 2006 він зіграв у «Важке легко» разом із Ніком Лечі.
Того ж року він озвучив Хела Джордана в анімаційному серіалі компанії DC Comics «Ліга Справедливості: нова межа». В останньому епізоді третього сезону «Кісток» персонаж Бореаназа Сілі Бут сидить у ванній і читає комікс про Зеленого Ліхтаря, персонажа його він озвучив.
Крім того, що Бореаназ продюсером телесеріалу «Кістки», починаючи із третього сезону, він також був режисером багатьох серій, наприклад «Кістки, що піняться», «Куля у мозку», «Затемнення під час хуртовини» та соту серію «Кісток» «Частини у загальній сумі». Також він був режисером декількох серії серіалу «Ангел».
BuddyTV назвало його № 13 у списку «100 найсексуальніших акторів телебачення 2010 року» and #18 in 2011.
Бореаназ також зіграє в незалежному фільму-фентезі «Офіцера поранено».
У фільмі 2011 року «Потужні маки» Бореаназ зіграв Еда Раща, суддю NBA та чоловіка баскетбольного тренера Кеті.

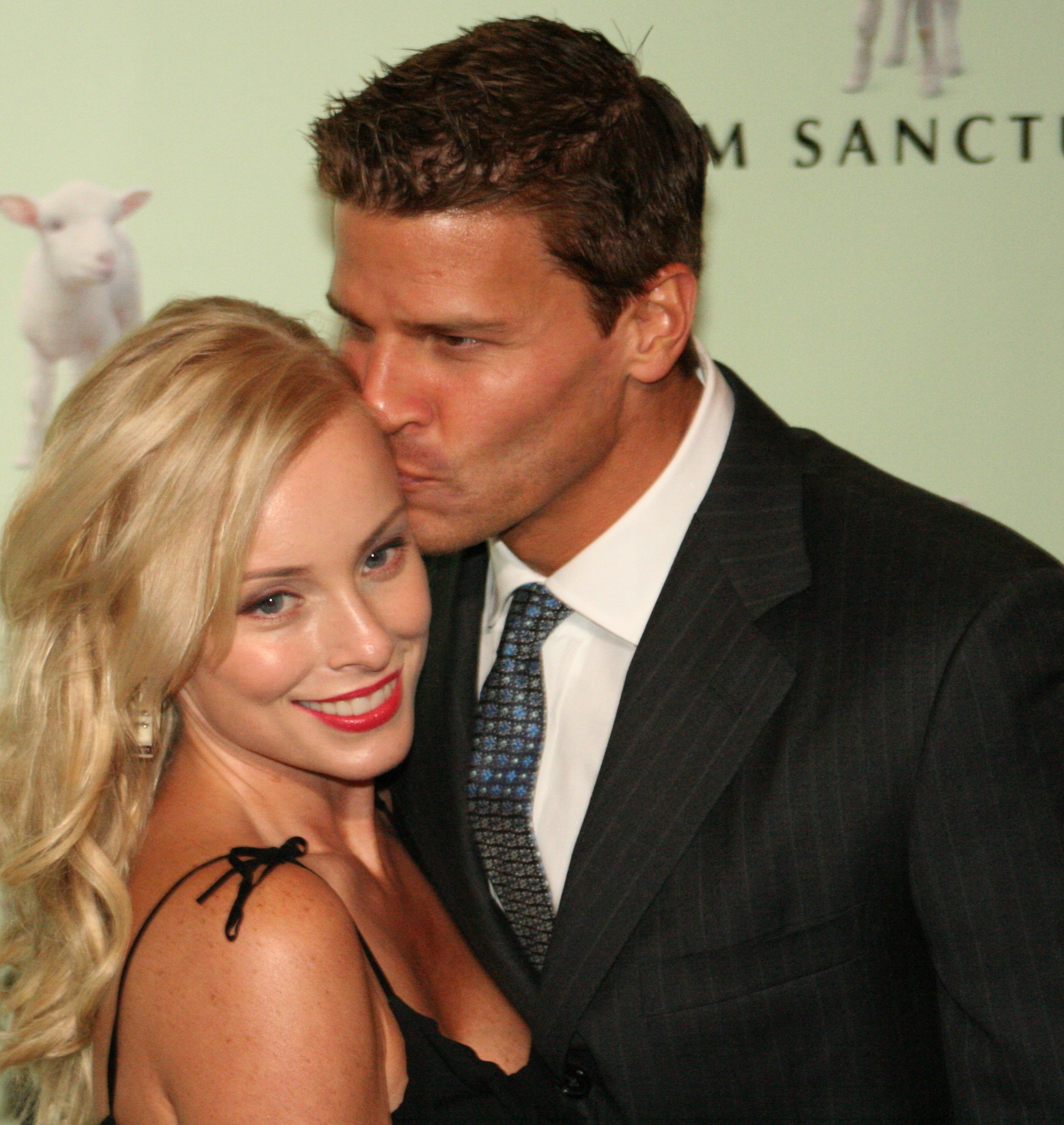
Бореаназ з Берґман у 2006

### Родина
Бореаназ живе у Лос-Анджелесі, Каліфорнія. Був одружений із Інгрід Квін від 7 червня 1997 до жовтня 1999. З 24 листопада 2001 року він одружений із акторкою та колишньою дівчиною Плейбоя Джеймі Берґман. Вони мають сина Джейдена (Джейден рейн Бореаназ, нар. 2 травня 2002) та дочку Беллу (нар. Бердот Віта Бореаназ 31 серпня 2009, пізніше її ім'я змінили на Белла Віта Бердот Бореаназ).

### Відновлювальна операція
У 2004 році Бореаназ був змушений лягти на операцію передньої хрестоподібної зв'язки лівого коліна, яка була результатом травми, якої Бореаназ зазнав ще у середній школі. Його відновлення після операції не зупинило зйомку «Енджела», але задало ліміт щодо фізичних можливостей актора у декількох серіях, включаючи його режисерський дебют.

### Подружня зрада
У травні 2010 року Бореаназ зізнався, що зраджував дружину. Було з'ясовано, що Бореаназ зраджував з колишньою коханкою Тайгера Вудса, Рейчел Учітел. Спочатку Учітел заперечувала свій роман із Бореаназом, але пізніше зізналась. Вона не хотіла відкривати судову справу проти Бореаназа, але її адвокатка Глорія Аллред заявила, що він обманув Учітел.

## Фільмографія

### Актор
| Рік       |    | Українська назва                  | Оригінальна назва                    | Роль                                                                          |
| --------- | -- | --------------------------------- | ------------------------------------ | ----------------------------------------------------------------------------- |
| 1993      | ф  | Аспен Екстрім                     | Aspen Extreme                        | глядач                                                                        |
| 1993      | ф  | Найкращі з найкращих 2            | Best of the Best II                  | паркувальник                                                                  |
| 1993      | с  | Одружені... та з дітьми           | Married... with Children             | Френк (1 епізод)                                                              |
| 1996      | ф  |                                   | Macabre Pair of Shorts               | жертва вампіра (розділ «MPS»)                                                 |
| 2001      | ф  | День святого Валентина            | Valentine                            | Адам Карр / Джеремі Мелтон                                                    |
| 2002      | с  |                                   | Baby Blues                           | Джонні (голос, 1 епізод)                                                      |
| 2002      | вг |                                   | Kingdom Hearts (комп. гра)           | Леон / Скволл Леонгарт (голос)                                                |
| 2002      | вг |                                   | Buffy the Vampire Slayer (комп. гра) | Енджел / Ангелус                                                              |
| 2002      | ф  | Я з Люсі                          | I'm with Lucy                        | Люк                                                                           |
| 1997—2003 | с  | Баффі — переможниця вампірів      | Buffy the Vampire Slayer             | Енджел / Ангелус (58 епізодів)                                                |
| 2003      | кф |                                   | Dido: White Flag (відеокліп)         |                                                                               |
| 1999—2004 | с  | Ангел                             | Angel                                | Енджел / Ангелус / Маркус Роско (головна роль, 111 епізодів)                  |
| 2005      | ф  | Ворон: Жорстоке причастя          | The Crow: Wicked Prayer              | Люк Креш / Смерть / Сатана                                                    |
| 2005      | ф  | Ці дівчата                        | These Girls                          | Кіт Кларк                                                                     |
| 2006      | ф  |                                   | The Hard Easy                        | Роджер Гарґітай                                                               |
| 2006      | ф  | Майстер на всі руки               | Mr. Fix It                           | Ленс Валентін                                                                 |
| 2007      | ф  |                                   | Suffering Man's Charity              | Себастіан Сен-Жермен                                                          |
| 2008      | мф | Ліга справедливості: Новий бар'єр | Justice League: The New Frontier     | Гел Джордан / Зелений Ліхтар (голос)                                          |
| 2009      | ф  | Могутні Макі                      | The Mighty Macs                      | Ед Раш                                                                        |
| 2010      | с  | Гріфіни                           | Family Guy                           | Девід Бореаназ (голос, 1 епізод)                                              |
| 2012      | с  | Американський тато!               | American Dad!                        | Девід Бореаназ (голос, 1 епізод)                                              |
| 2013      | ф  | Офіцер поранений                  | Officer Down                         | детектив Лес Скенлон                                                          |
| 2013      | с  |                                   | Full Circle                          | Джейс Купер (3 епізоди)                                                       |
| 2015      | с  | Сонна лощина                      | Sleepy Hollow                        | Сілі Бут (епізод-кросовер)                                                    |
| 2005—2017 | с  | Кістки                            | Bones                                | спецагент ФБР Сілі Бут (головна роль, 245 епізодів)                           |
| 2017—2019 | с  | Морські котики                    | SEAL Team                            | майстер чиф-петті офіцер Джейсон Гейз / «Браво 1» (головна роль, 50 епізодів) |

### Режисер, продюсер
| Рік       |   | Українська назва | Оригінальна назва | Роль                                                                       |
| --------- | - | ---------------- | ----------------- | -------------------------------------------------------------------------- |
| 2018—2019 | с | Морські котики   | SEAL Team         | режисер (2 епізоди)                                                        |
| 2017—2019 | с | Морські котики   | SEAL Team         | продюсер (2017—2019, 35 епізодів), виконавчий продюсер (2019, 15 епізодів) |
| 2009—2017 | с | Кістки           | Bones             | режисер (11 епізодів)                                                      |
| 2007—2017 | с | Кістки           | Bones             | продюсер (200 епізодів)                                                    |
| 2012      | с |                  | The Finder        | режисер (1 епізод)                                                         |
| 2004      | с | Ангел            | Angel             | режисер (1 епізод)                                                         |